# 별망성지
별망성지(別望城址)는 대한민국 경기도 안산시 단원구에 있는 산성 터이다. 1979년 9월 3일 경기도 기념물 제73호로 지정되었다.

## 현지 안내문
조선 초기 남양만을 거쳐 해안으로 침입하는 왜적을 막기 위하여 바닷가에 있는 두 곳의 얕은 산봉우리를 서로 연결하여 돌로 쌓아 만든 해안산성이다.
왜구의 침입이 잦은 해안 지역에 만호부가 설치되었다는 기록과 연관하여, 이곳에 수군 만호영이 있었으나 갯벌이 밀려 배의 출입이 어려워지자 인천의 영종포로 영을 옮겼다가, 바다가 다시 깊어져 배의 출입이 가능해지자 다시 군영을 두었다는 기록이 있다.
성의 크기는 둘레 1040m, 높이 1.2∼2.1m라는 옛기록이 있지만, 한국전쟁 때 대부분 파괴되었던 것을 1988년 복원하였다. 현재 크기는 길이 225m, 높이 1.45m이다. 성벽의 바깥은 돌을 수직에 가깝도록 쌓았고 안쪽은 완만하게 흙을 다져 놓은 상태이다. 평지 쪽에는 군영지로 보이는 터가 남아 있으며, 성 가운데에서 청자와 도자기 조각들이 출토되었다.
이 성의 이웃에는 목내리산성, 군자산성이 있어 함께 남양만을 방어하는 서해안의 요충지였음을 알 수 있다.

## 참고 자료
- 별망성지 - 국가유산청 국가유산포털